# (6220) Степанмакаров
(6220) Степанмакаров (лат. Stepanmakarov) — типичный астероид главного пояса, открыт 26 сентября 1978 года советским астрономом Людмилой Журавлёвой в Крымской астрофизической обсерватории и 4 мая 1999 года назван в честь адмирала Степана Макарова.

## Обнаружение и именование
(6220) Степанмакаров
Открыт 26 сентября 1978 года в Научном Л. В. Журавлёвой.
Назван в память российского вице-адмирала и флотоводца, океанографа, полярного исследователя и кораблестроителя Степана Осиповича Макарова (1848—1904).
Оригинальный текст (англ.)6220 Stepanmakarov
Discovered 1978-09-26 by Zhuravleva, L. V. at Nauchnyj.
Named in memory of Stepan Osipovich Makarov (1848—1904), Russian vice-admiral and naval commander, oceanographer, polar researcher and ship builder.
Источники: DISCOVERY.DB; M.P.C. 34623.

## Орбита

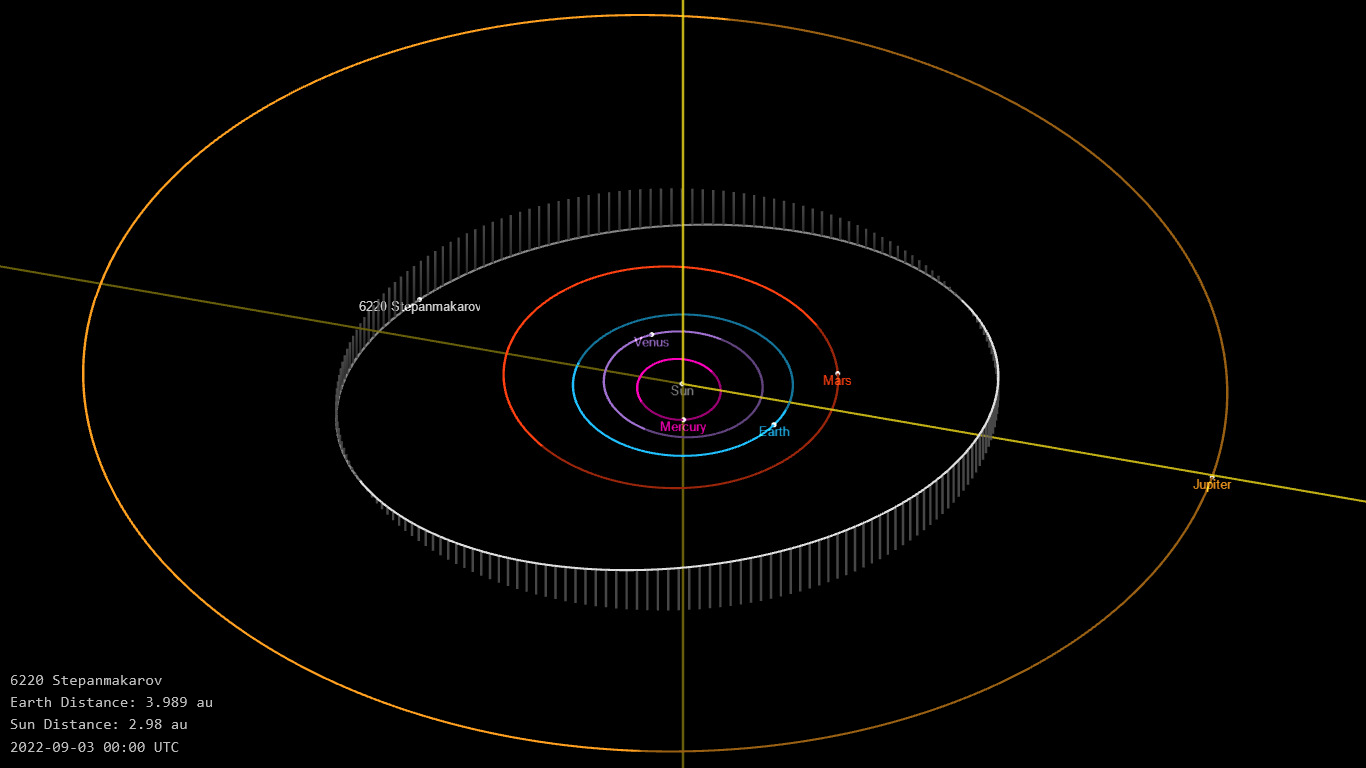
Орбита астероида Степанмакаров и его положение в Солнечной системе

## Физические характеристики
Астероид относится к таксономическому классу K.
По результатам наблюдений в видимом и ближнем инфракрасном диапазоне космического телескопа NEOWISE диаметр астероида оценивался равным 11,225±1,163 км. Согласно тому же источнику альбедо оценивается как 0,137±0,040.